# Антушева Гора
Антушева Гора — деревня в Тотемском районе Вологодской области.
Входит в состав Мосеевского сельского поселения, с точки зрения административно-территориального деления — в Середской сельсовет.
Расстояние до районного центра Тотьмы по автодороге — 80 км, до центра муниципального образования деревни Мосеево по прямой — 35 км. Ближайшие населённые пункты — Петрищева Гора, Снежурово, Уваровская.
По переписи 2002 года население — 9 человек.

## Известные уроженцы
- Гущин, Павел Фёдорович — Герой Советского Союза.